# Bergsfjorden (Loppa)
 For alternative betydninger, se Bergsfjorden. (Se også artikler, som begynder med Bergsfjorden)
Bergsfjorden (også kaldt Nordre Bergsfjorden) er en fjord på østsiden af øen  Silda i Loppa kommune i Troms og Finnmark fylke  i Nordnorge. Fjorden har indløb mellem Ivervær i vest og Lørsnes i øst og går 12 kilometer mod sydvest til bygden  Bergsfjord, som ligger på østsiden af fjorden. Herfra fortsætter fjorden som Langfjorden.
De eneste bebyggelser ved fjorden ligger på østsiden helt mod syd i fjorden. Her ligger bygden Bergsfjord og et par andre bebyggelser. Fylkesvej 71 (Finnmark) går her langs en lille del af fjorden. 
På vestsiden af Silda ligger Sandlandsfjorden.